# Cheilotrichia (Empeda) coangustata
Cheilotrichia (Empeda) coangustata is een tweevleugelige uit de familie steltmuggen (Limoniidae). De soort komt voor in het Neotropisch gebied.